# Пиньера, Себастьян
Миге́ль Хуа́н Себастья́н Пинье́ра Эчени́ке (исп. Miguel Juan Sebastián Piñera Echenique [miˈɣel ˈxwan seβasˈtjan piˈɲeɾa etʃeˈnike]; 1 декабря 1949[…], Сантьяго — 6 февраля 2024, Ранко, Лос-Риос) — чилийский экономист, инвестор и политический деятель. Президент Чили в 2010—2014 годах и 2018—2022 годах. Миллиардер.

## Семья
Отец — Хосе Пиньера Карвайо, один из основателей ХДП, при президенте Эдуардо Фрее — посол в Бельгии и при ООН. У Себастьяна было 3 брата и 2 сестры. Один из братьев, Хосе — известный экономист и государственный деятель, входил в группу «чикаго-бойз».
Себастьян Пиньера был женат, у него 2 сына и 2 дочери.

## Образование и преподавание
В 1971 году Пиньера окончил Католический университет Чили с дипломом в области бизнеса. Первоначально Пиньера строил научную карьеру. В 1971 году он уже преподавал экономику в Школе экономики Университета Чили, затем перешёл в бизнес-школу города Вальпараисо. До 1988 года преподавал экономику в ряде университетов. В начале 1970-х годов Пиньера уехал получать докторскую степень в Гарвард. Там он и узнал из выпуска теленовостей о перевороте 11 сентября 1973 года. Доучившись в Америке, Пиньера возвращается со степенью Ph.D в области экономики на родину, где его брат Хосе вскоре назначается министром труда.

## Предпринимательство
В 1977 году покупает 115 000 га девственного леса на острове Чилоэ в Тихом океане. Затем приобретает строительную компанию Aconcagua. С конца 1970-х до 1980 года Пиньера — управляющий Banco de Talca. В начале 1980-х Пиньера основал компанию Boncard, выпускающую кредитные карточки. Позже активы предпринимателя пополнились 27 % долей в крупнейшей авиакомпании страны LAN Airlines (LAN), телеканалом Chilevisión и 13 % футбольного клуба Коло-Коло. Пиньера решил продать все свои активы после победы на президентских выборах. В 2014 году журнал Forbes оценил состояние Пиньеры в 2,4 миллиарда долларов.

## Политика
Политическую карьеру Пиньера начал в 1988 году, поддержав идею о проведении референдума о недоверии генералу Пиночету. В следующем году он возглавил предвыборный штаб министра финансов из правительства Пиночета Эрнана Бучи. Сам Пиньера избрался в Сенат от восточного Сантьяго (1990—1998). Пиньера — член правоцентристской партии Национальное обновление, входящей в коалицию Альянс за Чили.
В 2005 году он участвовал в президентских выборах, вышел во второй тур, но уступил Мишель Бачелет.
На выборах, состоявшихся 17 января 2010 года, Себастьян Пиньера победил кандидата от левоцентристской Коалиции партий за демократию Эдуардо Фрея Руис-Тагле (сына бывшего президента Чили Эдуардо Фрея), набрав во втором туре 51,6 % голосов избирателей. Таким образом, впервые за последние 50 лет кандидату «правых» удалось быть избранным на пост президента страны. Во время предвыборной борьбы оба кандидата проявляли необычайную вежливость и учтивость, постоянно обмениваясь комплиментами и любезностями.

### Первый президентский срок
После победы Пиньера обещал вести страну вперёд, не разрушая политического наследия предыдущего (левоцентристского) правительства.
Участвовал в операции по спасению шахтёров на заваленной шахте в Сан-Хосе, завершившейся полным успехом: все горняки были спасены с километровой глубины живыми.

### Президентская кампания 2017 года
2 июля 2017 года, набрав 57 % голосов, одержал победу на праймериз блока «Чили, вперед!», созданного в результате переформатирования Альянса за Чили, и стал официальным кандидатом блока на президентских выборах 2017 года.
В первом туре занял первое место, набрав 36,64 % голосов. Одержал победу во втором туре с результатом 54,57 %.
Вступил в должность 11 марта 2018 года. 

### Второй президентский срок
В 2019 году в октябре столкнулся с активными и многочисленными протестами народа, переформатировал правительство, заменив восемь министров, отказался от проведения встречи глав стран-членов АТЭС и встречи глав государств по проблемам климата.

### Ответ на пандемию COVID-19
Во время президентства Пиньеры в Чили произошла одна из крупнейших вспышек COVID-19 в мире. По состоянию на 2 июля 2020 года было зарегистрировано 284 541 случай COVID-19 и 5920 смертей от COVID-19,  что является третьим по величине общим показателем в Южной Америке (больше только в Бразилии и Перу). В ответ Пиньера запретил мероприятия с участием более 500 человек  и издал приказы об изоляции в некоторых районах страны, в первую очередь в столичном регионе Сантьяго.

## Деловая репутация
Пиньера часто публично ассоциировался с неудачей. BBC перечислила ряд ситуаций «невезения», связанных с пребыванием Пиньеры на посту президента страны: землетрясение в Мауле в 2010 году, за которым последовало еще одно землетрясение во время церемонии инаугурации Пиньеры, авария на шахте в 2010 году, пожар в тюрьме Сантьяго в 2010 году, извержение в Пуйеуэ-Кордон в 2011-м и лесной пожар в 2012 году.
Президент Уругвая Хосе Мухика заявил, что низкие рейтинги Пиньеры могут быть вызваны отсутствием «гламура».
В апреле 2012 года журнал The Economist назвал Пиньера «неумелым политиком» в части взаимодействия как с оппозицией, так и с своими сторонниками. Правительство Чили в ответ заявило, что комментарий The Economist является неуважительным, кроме того было прокомментировано, что журнал дал «неверную оценку того, что происходит в  стране». Его промахи, ошибки и неудобства были названы в Чили "piñericosas".
В июне 2013 года, после посещения резиденции президента Обамы в Вашингтоне, он сказал: «Я собираюсь сесть за стол президента Соединённых Штатов», нарушив тем самым политический протокол Белого дома.
Альфредо Морено Шарме, министр иностранных дел Чили, сказал: «Сколько еще президентов сделали то же самое?» Обама ответил: «Это единственный», что вызвало смех среди присутствующих. 

### Использование воинственной риторики
Во время чилийских протестов 2019–2020 годов Пиньера прославился воинственным языком. Когда Пиньера обратился к народу вечером 20 октября в разгар беспорядков, он отметил, что страна «находится в состоянии войны с могущественным и безжалостным противником», и объявил, что чрезвычайное положение будет распространено на большую часть страны. Некоторые оппозиционные политики охарактеризовали его риторику как «безответственную», в то время как редактор из Латинской Америки BBC News Online выразил обеспокоенность по поводу воздействия его слов на протестующих и шансов на конструктивный диалог. Через несколько часов после выступления президента глава национальной обороны Хавьер Итурриага дель Кампо выступил против этого заявления, заявив, что он «доволен» и «ни с кем не воюет».
Однако использование воинственной риторики можно проследить как минимум c 2018 года, когда Пиньера начал свое второе правление в качестве президента. Он назвал множество субъектов, таких как незаконный оборот наркотиков, терроризм и организованная преступность, «могущественными и беспощадными врагами». Помимо этого, Пиньера часто использовал такие слова, как «битва», «завоевание», «поражение» и «сражение» в своем устном общении. По словам экономиста Карлоса Тромбена, изучавшего политический дискурс Пиньеры, цель этой риторики состоит в том, чтобы сплотить нацию за то, что воспринимается как общие интересы, но успех этого был переменным. Тромбен также рассматривает воинственную риторику как оборонительную коммуникативную стратегию, направленную на то, чтобы выиграть время для «контратаки».

## Гибель и похороны

Карта крушения вертолёта на озере Ранко, в результате которого погиб Себастьян Пиньера

В 14:47 по летнему времени Чили (UTC−3) 6 февраля 2024 года, через несколько минут после взлёта, вертолёт Robinson R44 (регистрационный номер CC-PHP), которым управлял Пиньера, врезался носом в озеро Ранко в провинции Эль-Ранко в регионе Лос-Риос. Вертолёт разбился примерно в 40 метрах от южного берега озера Илихуэ, к востоку от города Лаго-Ранко. У Пиньеры был летний домик недалеко от Койке, в 42 км (26 милях) от места крушения на противоположной стороне озера. Во время крушения в этом районе шёл сильный шторм. По данным La Nación, он выжил в самой катастрофе, но результате удара потерял сознание и не смог отстегнуть ремень безопасности, в результате чего утонул. Тремя другими людьми на борту были его сестра Магдалена и бизнесмен Мигель Игнасио Герреро со своим сыном Баутистой Герреро, все из которых выжили. Впоследствии его тело было извлечено чилийскими военно-морскими силами с глубины 40 метров.

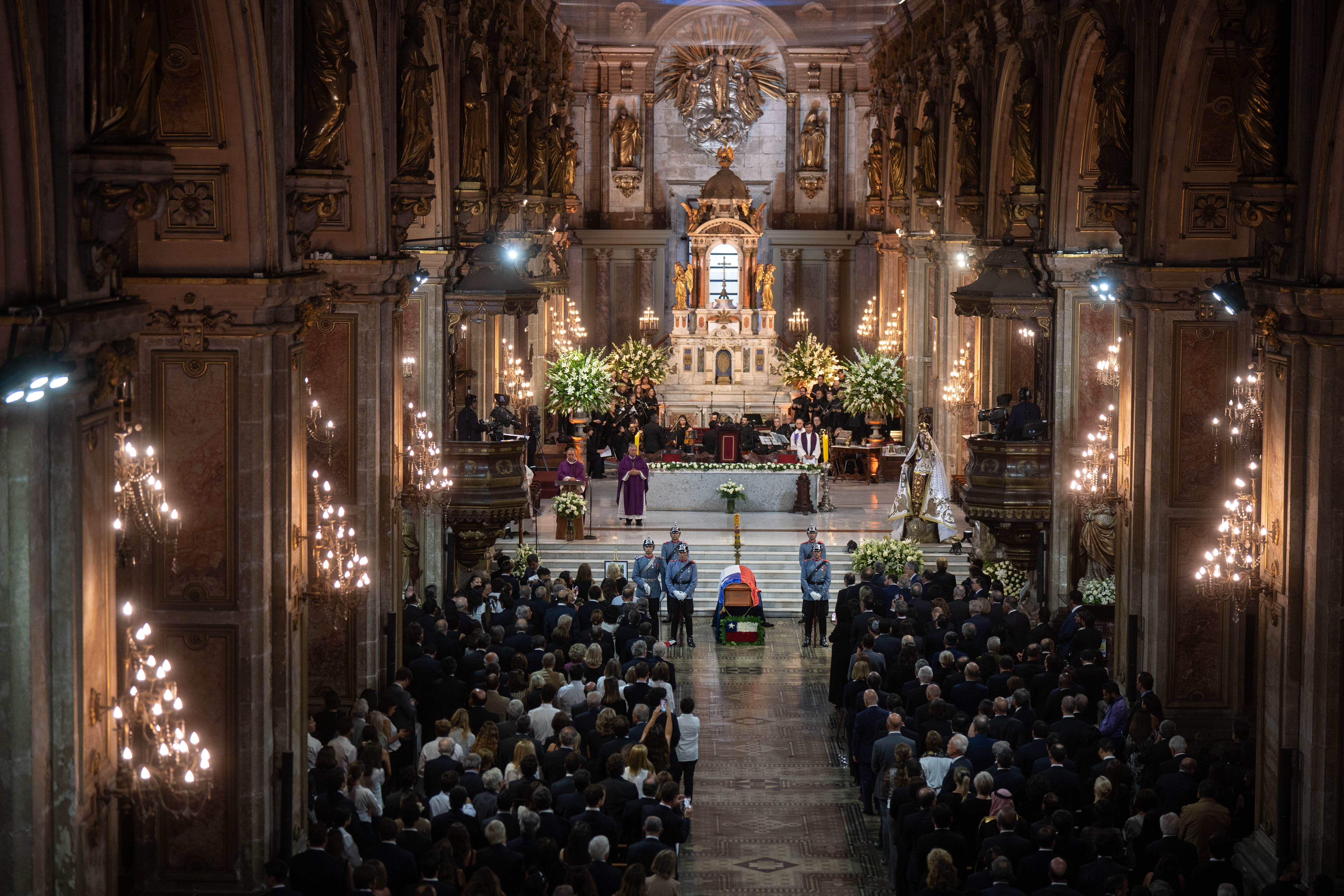
Заупокойная месса Себастьяна Пиньеры в кафедральном соборе Сантьяго

Вечером того же дня в обращении из дворца Ла Монеда президент Габриэль Борич объявил трёхдневный национальный траур и объявил, что Пиньере будут устроены государственные похороны, которые организует министр иностранных дел Альберто ван Клаверен. Татьяна Ривера, региональный прокурор Лос-Риоса, сообщила, что тело Пиньеры будет перевезено в Вальдивию для вскрытия. После завершения его тело было перевезено на базу чилийских военно-воздушных сил в Сантьяго, а затем перевезено в бывшее здание Национального конгресса Чили в Сантьяго, где оно лежало. Утром 7 февраля состоялась частная церемония для семьи, после чего публике разрешили войти в здание. 9 февраля тело Пиньеры было перевезено в кафедральный собор Сантьяго для заупокойной мессы, которую отслужил архиепископ Фернандо Чомали Гариб. Президент Борич вместе с бывшими президентами Мишель Бачелет, Эдуардо Фреем Руис-Тагле и председателем Сената Хуаном Антонио Коломой выступили с речами. Затем тело Пиньеры было перевезено в Ла-Монеду для произнесения надгробной речи президентом Боричем, а затем доставлено в Парке-дель-Рекуэрдо для захоронения.

## Награды
Награды Чили
| Страна | Дата                                                         | Награда                                                           | Награда                                                           | Литеры |
| ------ | ------------------------------------------------------------ | ----------------------------------------------------------------- | ----------------------------------------------------------------- | ------ |
| Чили   | 11 марта 2010 – 11 марта 2014, 11 марта 2018 – 11 марта 2022 | Гроссмейстер и кавалер цепи ордена Заслуг                         | Гроссмейстер и кавалер цепи ордена Заслуг                         |        |
| Чили   | 11 марта 2010 – 11 марта 2014, 11 марта 2018 – 11 марта 2022 | Гроссмейстер и кавалер Большого креста ордена Бернардо О’Хиггинса | Гроссмейстер и кавалер Большого креста ордена Бернардо О’Хиггинса |        |

Награды иностранных государств
| Страна   | Дата вручения   | Награда                                      | Награда                                      | Литеры |
| -------- | --------------- | -------------------------------------------- | -------------------------------------------- | ------ |
| Испания  | 4 марта 2011 —  | Кавалер цепи ордена Изабеллы Католической    | Кавалер цепи ордена Изабеллы Католической    |        |
| Панама   | 2013 —          | Гранд-офицер ордена Мануэля Амадора Герреро  | Гранд-офицер ордена Мануэля Амадора Герреро  |        |
| Перу     | 2014 —          | Кавалер цепи ордена Солнца Перу              | Кавалер цепи ордена Солнца Перу              |        |
| Норвегия | 27 марта 2019 — | Кавалер Большого креста ордена Святого Олафа | Кавалер Большого креста ордена Святого Олафа |        |